# Людвіка Марія Жевуська
Людвіка Марія Роза Жевуська (1744 — 1816) — аристократка Речі Посполитої з родини Жевуських.
Молодша донька Вацлава Жевуського та Анни Любомирської з Підгірців. Її брати Северин Жевуський та Станіслав Фердинанд Жевуський.
1 січня 1766 року стала дружиною Яна Миколая Ходкевича в Підгірцях. Мати відомої аристократки Розалії Любомирської і патріота Речі Посполитої Олександра Франтішека Ходкевича. Мала також синів Вацлава та Юзефа і доньку Ельжбету, одружену з відомим діячем і драматургом Мацеєм Радзивіллом.
Після весілля проживала з родиною у маєтку в Чорнобилі. Розпочала розбудову палацу Ходкевичів у Млинові, куди планувала переїхати з дітьми після смерті чоловіка. Проте по завершенню будівництва передала палац синові Олександру, а сама оселилася в Дубно. У 1806 році придбала Ямпіль у Домініка Заславського.
Є авторкою батьківських настанов щодо догляду, освіти та безпеки дітей, який є обговорюваним історичним джерелом в науковій літературі. 
Існує легенда, що в день своєї страти Розалія Любомирська явилася своїй матері Людвиці у вигляді тулуба з відсіченою головою. Через деякий час після видіння Людвіка дізналась про страту своєї доньки в Парижі.

## Виноски
1. 1 2  http://www.ipsb.nina.gov.pl/a/biografia/waclaw-rzewuski-h-krzywda
2. ↑  Wacław Rzewuski h. Krzywda.
3. ↑  Wacław Rzewuski h. Krzywda. www.ipsb.nina.gov.pl (пол.). Процитовано 17 лютого 2023.
4. ↑  Жевуські - Людвіка Марія. www.rzewuski.com.ua (укр.). Процитовано 18 березня 2024.
5. ↑  L. Podhorodecki: Dzieje rodu Chodkiewiczów. Warszawa 1997, p. 149.
6. ↑  Żołądź-Strzelczyk, Dorota; Kowalczyk, Małgorzata Ewa (2022). Dyspozycje Ludwiki Marii z Rzewuskich Chodkiewiczowej dotyczące dzieci. Klio - Czasopismo Poświęcone Dziejom Polski I Powszechnym. 63 (3): 71—97. doi:10.12775/KLIO.2022.027.
7. ↑  Adam Kucharski, Stanisław Roszak: Bewahrer der Tradition und Vermittler im Kulturtransfer. Anmerkungen zur Rolle der Reisegouverneure im Polen-Litauen des 17. und 18. Jahrhunderts. In: Migration – Kommunikation – Transfer. Göttingen 2021, p. 120.
8. ↑  Біла Панна з Млинова: любовні авантюри Розалії Любомирської - rivnenchanka.info (укр.). 22 серпня 2022. Процитовано 17 лютого 2023.